# Neolamprologus hecqui
Neolamprologus hecqui là một loài cá thuộc họ Cichlidae. Nó là loài đặc hữu của hồ Tanganyika, ở đó nó được tìm thấy ở waters của Burundi, Cộng hòa Dân chủ Congo, Tanzania, và Zambia.